# Rotaciono kretanje čvrstog tela
Rotacija ili spin je kružno kretanje objekta oko centralne ose. Ravna figura može da se rotira bilo u smeru kazaljke na satu ili suprotno od kazaljke na satu oko okomite centralne ose koja preseca bilo gde unutar ili izvan figure. Čvrsta figura ima beskonačan broj mogućih centralnih osa i pravaca rotacije.
Pod krutim telom se podrazumeva zamišljen mehanički sistem od velikog broja materijalnih tačaka, čija se međusobna rastojanja ne menjaju tokom vremena bez obzira da li telo miruje ili se kreće. Tokom kretanja svaka njegova tačka opisuje svoju putanju. U slučaju rotacionog kretanja sve tačke opisuju kružne putanje u ravnima koje su normalne na osu rotacije i čiji se centri nalaze na toj osi. Iz ovog se može primetiti sledeće: a) tačke koje pripadaju osi rotacije ostaju nepokretne za sve vreme kretanja tela; b) da svaka tačka tela ima svoju putanju, brzinu i ubrzanje, usled čega ove veličine ne mogu da posluže za određivanje kretanja celog tela; c) da se radijus vektori svih tačaka (vektor povučen iz centra odgovarajuće kružnice u datu tačku) zaokrenu za isti ugao Δφ u toku rotacije. Ugao Δφ naziva se ugao zaokreta ili ugaoni pomeraj celog krutog tela.

## Ugaoni pomeraj
Ugaoni pomeraj uzima se kao jedna od kinematičkih karakteristika rotacionog kretanja krutog tela, jer je isti za sve njegove tačke. Da bi smo definisali kretanje, vezaćemo za osu rotacije z-osu Dekartovog pravouglog koordinatnog sistema i smatraćemo da je smer rotacije tela pozitivan ako ugaoni pomeraj raste od nepomične ravni I u smeru koji je suprotan smeru obrtanja kazaljke na satu (za posmatrača koji gleda iz pozitivnog smera z-ose) a da je negativan – ako raste u smeru obrtanja kazaljke na satu.
Pri rotaciji tela veličina ugaonog pomeraja Δφ raste u toku vremena po zakonu:
Δφ = φ(t)
Funkcija koja u odnosu na datu osu određuje položaj tela u svakom trenutku smatra se da je jednoznačna, neprekidna i diferencijabilna u toku celog kretanja.
Da bi ugaoni pomeraj definisao rotaciju tela mora se prikazati kao uslovni vektor:
Δφ ⃗ = Δφ ⋅ ω ⃗0
Intenzitet vektora Δφ ⃗ je brojno jednak ugaonom pomeraju Δφ , pravac se poklapa sa osom rotacije a smer je na onu stranu odakle se vidi da se rotacija vrši u pozitivnom smeru. Vektor ω ⃗o je ort ose rotacije. Treba naglasiti da se samo vrlo mali ugaoni pomeraji 𝑑φ mogu tretirati kao vektori, jer podležu vektorskom sabiranju odnosno vektorskoj algebri
Pored ugaonog pomeraja kinematičke karakteristike obrtanja krutog tela oko nepokretne ose su još i ugaona brzina ω i ugaono ubrzanje α.

## Ugaona brzina
Srednja ugaona brzina (za dati vremenski interval) jednaka je količniku priraštaja ugaonog pomeraja i vremenskog intervala u kojem je taj priraštaj nastao.
ω ⃗sr = (Δφ ⃗)/Δt
Granična vrednost količnika Δφ ⃗ / Δ𝑡 , kada Δ𝑡 teži nuli , naziva se trenutna ugaona brzina ,
ω ⃗= lim Δt→0 (Δφ/Δt)
Prema ovoj jednačini se vidi da je ugaona brzina tela jednaka prvom izvodu vektora pomeraja po vremenu. Vektor ugaone brzine ω ⃗ ima intenzitet jednak 𝑑φ / 𝑑𝑡 , pravac duž ose rotacije tela, a smer joj se određuje po pravilu desnog zavrtnja. Odnosno to je vektor kolinearan sa vektorom ugaonog pomeraja , pa se može predstaviti u obliku :
ω ⃗ = ω ⋅ ω ⃗0
Rotacija tela sa konstantnom ugaonom brzinom ω ⃗ = const naziva se jednako rotaciono kretanje – periodično kretanje.

## Ugaono ubrzanje
Definicija
Pri neravnomernom obrtanju tela oko nepokretne ose, ugaona brzina je promenljiva. Promena vektora ugaone brzine u nekom intervalu vremena Δ𝑡 naziva se srednje ugaono ubrzanje:
α ⃗sr = (Δω ⃗)/Δt
Granična vrednost kojoj teži odnos (Δω ⃗)/Δt , kad Δ𝑡 teži nuli, naziva se trenutnim ugaonim ubrzanjem:
α ⃗ =lim(Δt⟶0)⁡((Δω ⃗)/Δt)= (dω ⃗)/dt = dω/dt ⋅ (ω0 ) ⃗
jer je ω ⃗ 0 = const.
Dakle, ugaono ubrzanje obrtnog tela jednako je prvom izvodu vektora ugaone brzine po vremenu.
Vektor ugaonog ubrzanja α ⃗ leži na osi rotacije kao i vektor ugaone brzine, a njegov smer zavisi od znaka priraštaja ugaone brzine. Ako je obrtanje tela ubrzano onda se smer vektora ugaonog ubrzanja poklapa sa smerom vektora ugaone brzine, a ako je obrtanje usporeno onda ovi vektori imaju suprotne smerove.
Jedinica ugaone brzine je jedan radijan u sekundi ( rad/s) , dok je jedinica ugaonog ubrzanja radijan u sekundi na kvadrat ( rad/s2 ).

## Primeri rotacionog kretanja tela

### Ravnomerno rotaciono kretanje tela
Ako je ugaona brzina ω ⃗ tela koje rotira konstantna u nekom vremenskom intervalu, takvo rotaciono kretanje naziva se ravnomerno rotaciono . U tom slučaju, integraljenjem jednačine
ω ⃗ = (dφ ⃗)/dt = const
možemo dobiti zakon ravnomernog obrtanja tela. Pretpostavićemo da je u početnom trenutku 𝑡=0 vrednost ugla φ = φ0 , tada integraljenjem dobijamo:
φ = ω𝑡 + φ0
Prema tome ravnomerno rotaciono kretanje karakteriše se sledećim jednačinama:
φ ⃗ = 0, ω ⃗ = const i φ = φ0 + ω𝑡 .

### Ravnomerno ubrzano rotaciono kretanje tela
Ako je vektor ugaonog ubrzanja α ⃗ = const u nekom vremenskom intervalu, takvo kretanje tela naziva se ravnomerno ubrzanim, pa na osnovu definicije imamo:
α ⃗ = (dω ⃗)/dt = (α0 ) ⃗ = const
Zakon ravnomerno promenljivog obrtanja tela dobijamo integraljenjem ove jednačine uz uslov da je u početnom trenutku 𝑡=0 ugaona brzina bila ω = ω0 :
ω = ω0 + α0 𝑡
ovu jednačinu možemo napisati u obliku
𝑑φ = ω0 𝑑𝑡 + αo 𝑡𝑑𝑡
posle njenog integraljenja sa istim početnim uslovima, dobijamo zakon promenljivog obrtanja krutog tela oko nepokretne ose u obliku
φ = ω0𝑡 + 1/2 α0t2 + φ0
Na osnovu dobijenih jednačina vidi se analogija formula sa ravnomernim i jednako ubrzanim translatornim kretanjem.

## Literatura
- Dragovan V. Blagojević, Milan L. Gligorić (1977). Mehanika. Beograd: Radnički univerzitet "Novi Beograd". стр. 244. ISBN 413-241/74-02.
- Žižić, Božidar (1979). Kurs opšte fizike - fizička mehanika. Beograd: Naučna knjiga. стр. 37. ISBN 06-803/1.
- Hestenes, David (1999). New Foundations for Classical Mechanics. Dordrecht: Kluwer Academic Publishers. ISBN 0-7923-5514-8.
- Lounesto, Pertti (2001). Clifford algebras and spinors. Cambridge: Cambridge University Press. ISBN 978-0-521-00551-7.
- Brannon, Rebecca M. (2002). „A review of useful theorems involving proper orthogonal matrices referenced to three-dimensional physical space.” (PDF). Albuquerque: Sandia National Laboratories.
- Koetsier, Teun (1994), „§8.3 Kinematics”,  Ур.: Grattan-Guinness, Ivor, Companion Encyclopedia of the History and Philosophy of the Mathematical Sciences, 2, Routledge, стр. 994—1001, ISBN 0-415-09239-6
- Moon, Francis C. (2007). The Machines of Leonardo Da Vinci and Franz Reuleaux, Kinematics of Machines from the Renaissance to the 20th Century. Springer. ISBN 978-1-4020-5598-0.
- Eduard Study (1913) D.H. Delphenich translator, "Foundations and goals of analytical kinematics".
- Dorst, Leo; Doran, Chris; Lasenby, Joan (2002). Applications of geometric algebra in computer science and engineering. Birkhäuser. ISBN 0-8176-4267-6.
- Symon, Keith (1971). Mechanics. Addison-Wesley, Reading, MA. ISBN 978-0-201-07392-8.
- Landau, L.D.; Lifshitz, E.M. (1997). Mechanics. Butterworth-Heinemann. ISBN 978-0-7506-2896-9.
- Keith, Symon (1971). Mechanics. Addison-Wesley, Reading, MA. ISBN 978-0-201-07392-8.
- Arvo, James (1992), „Fast random rotation matrices”,  Ур.: David Kirk, Graphics Gems III, San Diego: Academic Press Professional, стр. 117–120, Bibcode:1992grge.book.....K, ISBN 978-0-12-409671-4
- Baker, Andrew (2003), Matrix Groups: An Introduction to Lie Group Theory, Springer, ISBN 978-1-85233-470-3
- Bar-Itzhack, Itzhack Y. (2000), „New method for extracting the quaternion from a rotation matrix”, Journal of Guidance, Control and Dynamics, 23 (6): 1085—1087, Bibcode:2000JGCD...23.1085B, ISSN 0731-5090, doi:10.2514/2.4654
- Björck, Åke; Bowie, Clazett (јун 1971), „An iterative algorithm for computing the best estimate of an orthogonal matrix”, SIAM Journal on Numerical Analysis, 8 (2): 358—364, Bibcode:1971SJNA....8..358B, ISSN 0036-1429, doi:10.1137/0708036
- Cayley, Arthur (1846), „Sur quelques propriétés des déterminants gauches”, Journal für die reine und angewandte Mathematik, 1846 (32): 119—123, ISSN 0075-4102, S2CID 199546746, doi:10.1515/crll.1846.32.119; reprinted as article 52 in Cayley, Arthur (1889), The collected mathematical papers of Arthur Cayley, I (1841–1853), Cambridge University Press, стр. 332—336
- Diaconis, Persi; Shahshahani, Mehrdad (1987), „The subgroup algorithm for generating uniform random variables”, Probability in the Engineering and Informational Sciences, 1: 15—32, ISSN 0269-9648, doi:10.1017/S0269964800000255
- Engø, Kenth (јун 2001), „On the BCH-formula in so(3)”, BIT Numerical Mathematics, 41 (3): 629—632, ISSN 0006-3835, S2CID 126053191, doi:10.1023/A:1021979515229
- Fan, Ky; Hoffman, Alan J. (фебруар 1955), „Some metric inequalities in the space of matrices”, Proceedings of the American Mathematical Society, 6 (1): 111—116, ISSN 0002-9939, JSTOR 2032662, doi:10.2307/2032662
- Fulton, William; Harris, Joe (1991), Representation Theory: A First Course, Graduate Texts in Mathematics, 129, New York, Berlin, Heidelberg: Springer, ISBN 978-0-387-97495-8, MR 1153249
- Goldstein, Herbert; Poole, Charles P.; Safko, John L. (2002), Classical Mechanics (third изд.), Addison Wesley, ISBN 978-0-201-65702-9
- Hall, Brian C. (2004), Lie Groups, Lie Algebras, and Representations: An Elementary Introduction, Springer, ISBN 978-0-387-40122-5 (GTM 222)
- Herter, Thomas; Lott, Klaus (1993), „Algorithms for decomposing 3-D orthogonal matrices into primitive rotations”, Computers & Graphics, 17 (5): 517—527, ISSN 0097-8493, doi:10.1016/0097-8493(93)90003-R
- Higham, Nicholas J. (1. 10. 1989), „Matrix nearness problems and applications”,  Ур.: Gover, Michael J. C.; Barnett, Stephen, Applications of Matrix Theory, Oxford University Press, стр. 1–27, ISBN 978-0-19-853625-3
- León, Carlos A.; Massé, Jean-Claude; Rivest, Louis-Paul (фебруар 2006), „A statistical model for random rotations”, Journal of Multivariate Analysis, 97 (2): 412—430, ISSN 0047-259X, doi:10.1016/j.jmva.2005.03.009
- Miles, Roger E. (децембар 1965), „On random rotations in R3”, Biometrika, 52 (3/4): 636—639, ISSN 0006-3444, JSTOR 2333716, doi:10.2307/2333716
- Moler, Cleve; Morrison, Donald (1983), „Replacing square roots by pythagorean sums”, IBM Journal of Research and Development, 27 (6): 577—581, ISSN 0018-8646, doi:10.1147/rd.276.0577, Архивирано из оригинала 09. 06. 2016. г., Приступљено 15. 06. 2023
- Murnaghan, Francis D. (1950), „The element of volume of the rotation group”, Proceedings of the National Academy of Sciences, 36 (11): 670—672, Bibcode:1950PNAS...36..670M, ISSN 0027-8424, PMC 1063502 , PMID 16589056, doi:10.1073/pnas.36.11.670
- Murnaghan, Francis D. (1962), The Unitary and Rotation Groups, Lectures on applied mathematics, Washington: Spartan Books
- Cayley, Arthur (1889), The collected mathematical papers of Arthur Cayley, I (1841–1853), Cambridge University Press, стр. 332—336
- Paeth, Alan W. (1986), „A Fast Algorithm for General Raster Rotation” (PDF), Proceedings, Graphics Interface '86: 77—81
- Daubechies, Ingrid; Sweldens, Wim (1998), „Factoring wavelet transforms into lifting steps” (PDF), Journal of Fourier Analysis and Applications, 4 (3): 247—269, S2CID 195242970, doi:10.1007/BF02476026
- Pique, Michael E. (1990), „Rotation Tools”,  Ур.: Andrew S. Glassner, Graphics Gems, San Diego: Academic Press Professional, стр. 465—469, ISBN 978-0-12-286166-6
- Shepperd, Stanley W. (1978), „Quaternion from rotation matrix”, Journal of Guidance and Control, 1 (3): 223—224, doi:10.2514/3.55767b
- Shoemake, Ken (1994), „Euler angle conversion”,  Ур.: Paul Heckbert, Graphics Gems IV, San Diego: Academic Press Professional, стр. 222–229, ISBN 978-0-12-336155-4
- Stuelpnagel, John (октобар 1964), „On the parameterization of the three-dimensional rotation group”, SIAM Review, 6 (4): 422—430, Bibcode:1964SIAMR...6..422S, ISSN 0036-1445, S2CID 13990266, doi:10.1137/1006093 (Also NASA-CR-53568.)
- Varadarajan, Veeravalli S. (1984), Lie Groups, Lie Algebras, and Their Representation, Springer, ISBN 978-0-387-90969-1 (GTM 102)
- Wedderburn, Joseph H. M. (1934), Lectures on Matrices, AMS, ISBN 978-0-8218-3204-2

## Spoljašnje veze
- Hazewinkel Michiel, ур. (2001). „Rotation”. Encyclopaedia of Mathematics. Springer.  978-1556080104.
- Product of Rotations at cut-the-knot. cut-the-knot.org
- When a Triangle is Equilateral at cut-the-knot. cut-the-knot.org
- Rotate Points Using Polar Coordinates, howtoproperly.com
- Rotation in Two Dimensions by Sergio Hannibal Mejia after work by Roger Germundsson and Understanding 3D Rotation by Roger Germundsson, Wolfram Demonstrations Project. demonstrations.wolfram.com